# Jiří Pospíšil (1949–2024)
Jiří Pospíšil (ur. 9 maja 1949 w Brnie, zm. 16 listopada 2024) – czeski polityk i psycholog, wiceminister obrony, senator, poseł do Parlamentu Europejskiego V kadencji (2004).

## Życiorys
Ukończył psychologię na Uniwersytecie Masaryka, po czym podjął pracę w tym zawodzie. W 1968 wstąpił do Komunistycznej Partii Czechosłowacji. W 1989 był wśród założycieli Forum Obywatelskiego. Od 1990 do 1992 był posłem do Izby Ludowej czechosłowackiego Zgromadzenia Federalnego. Od 1990 przez około 20 lat był również radnym Czeskich Budziejowic. W 1991 zaangażował się w działalność polityczną w ramach Obywatelskiej Partii Demokratycznej. W latach 1992–1995 pełnił funkcję wiceministra obrony w rządzie Václava Klausa. Od 1996 był prywatnym przedsiębiorcą.
W 1996 i 2000 wybierany do czeskiego Senatu. Od 2003 pełnił funkcję obserwatora w Parlamencie Europejskim, od maja do lipca 2004 sprawował mandat eurodeputowanego V kadencji w ramach delegacji krajowej. W 2006 ponownie uzyskał senacką reelekcję, wykonując mandat do 2012.